# Stefflon Don
Stephanie Victoria Allen, bättre känd under sitt artistnamn Stefflon Don, född 14 december 1991 i Birmingham, är en brittisk rappare, sångerska och låtskrivare som slog igenom 2017 med låten "Hurtin' Me" tillsammans med French Montana som hamnade på plats nummer 7 på UK Singles Chart. År 2016 släppte hon sin första mixtape vid namn Real Ting och två år senare släppte hon sin andra mixtape Secure.
Stefflon Don är äldre syster till rapparen och låtskrivaren Dutchavelli.